# Mégaherbe

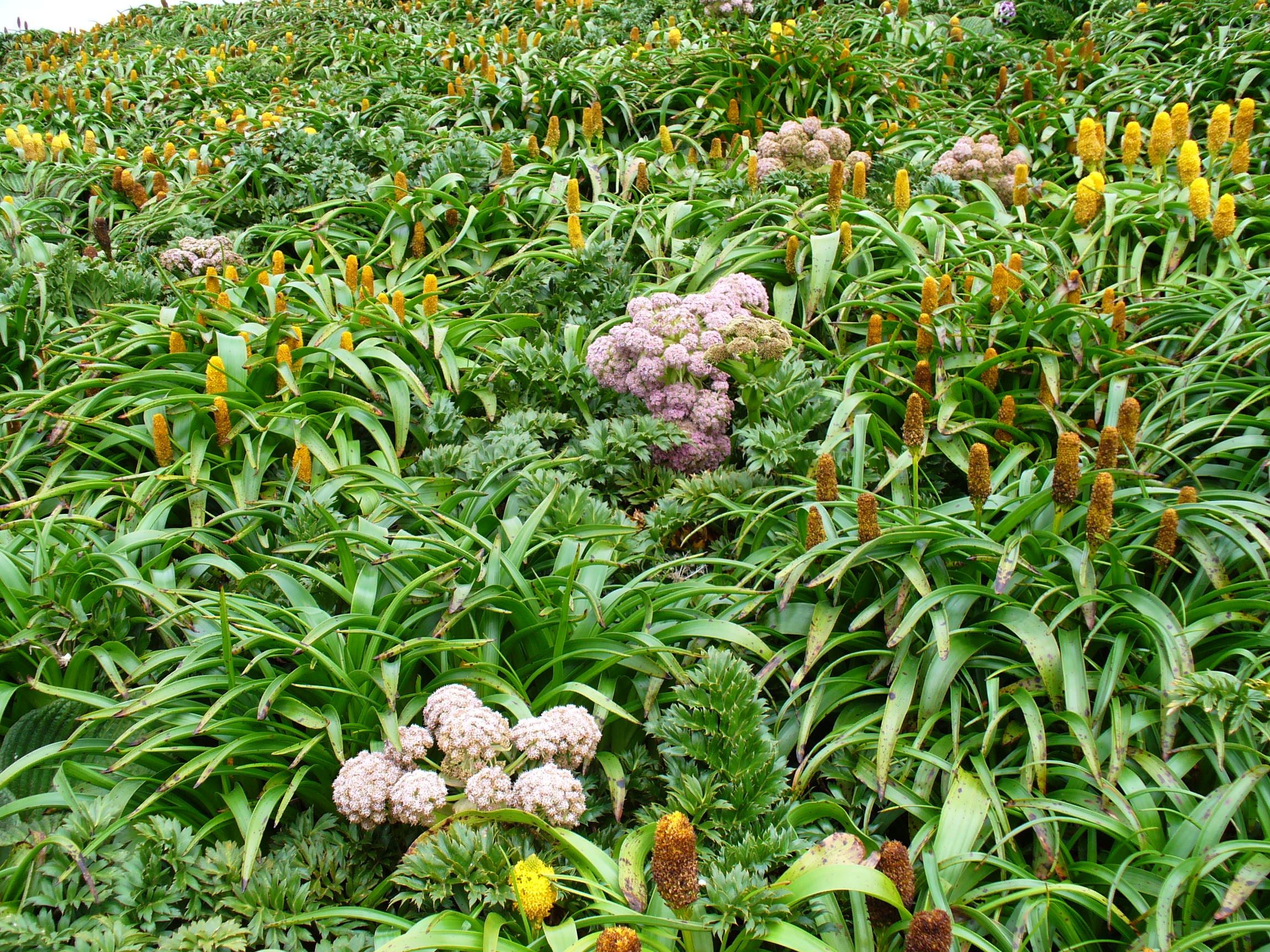
Communauté de mégaherbes dans l'île Campbell, l'une des îles subantarctiques de Nouvelle-Zélande. La plante aux fleurs jaunes et aux feuilles en lanières est Bulbinella rossi, le lys de Ross, tandis que les fleurs roses sont celles de la carotte de l'île Campbell, Anisotome latifolia.

Les mégaherbes sont un groupe de plantes herbacées pérennes poussant dans les îles sub-antarctiques de Nouvelle-Zélande. Elles sont caractérisées par leur grande taille, avec des feuilles énormes et de très grandes fleurs souvent colorées, et se sont adaptées aux rudes conditions climatiques des îles. Le bétail introduit dans les îles au XIXe siècle a fortement réduit la population de mégaherbes, à tel point qu'au XXe siècle les mégaherbes étaient menacées d'extinction. Depuis le  retrait du bétail en 1993, les mégaherbes se sont régénérées avec succès et de manière spectaculaire. Elles ont été décrites comme « l'expérience botanique exceptionnelle de la Nouvelle-Zélande ».

## Distribution et historique

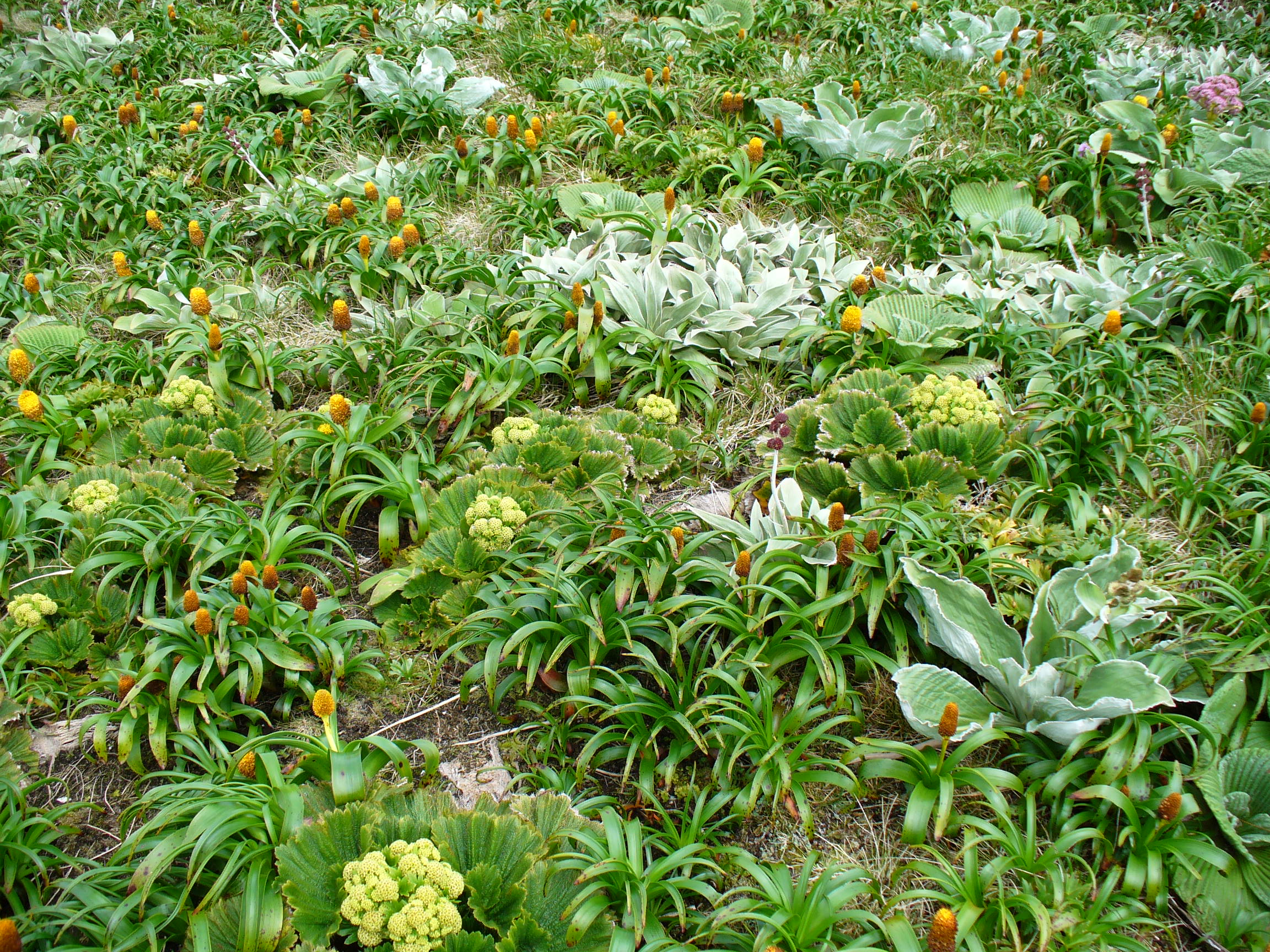
Une association de mégaherbes poussant sur l'île Campbell. Les fleurs jaunes sont des Bulbinella rossi, et les fleurs d'un blanc crémeux sont des Stilbocarpa polaris, le chou de l'île Macquarie. On peut aussi observer deux espèces différentes de Pleurophyllum.

Les mégaherbes se rencontrent dans beaucoup des îles subantarctiques de Nouvelle-Zélande, surtout dans l'archipel des Snares, des îles Auckland, et celui de l'île Campbell. Là, ces plantes extraordinaires évoluèrent en réponse aux conditions climatiques et pédologiques et à l'absence d'herbivores dans les îles. Le temps est généralement pluvieux, froid et extrêmement venteux ; le sol, tourbeux, acide et pauvre. La couverture nuageuse quasi-continuelle fait que les îles connaissent de faibles niveaux d'ensoleillement.

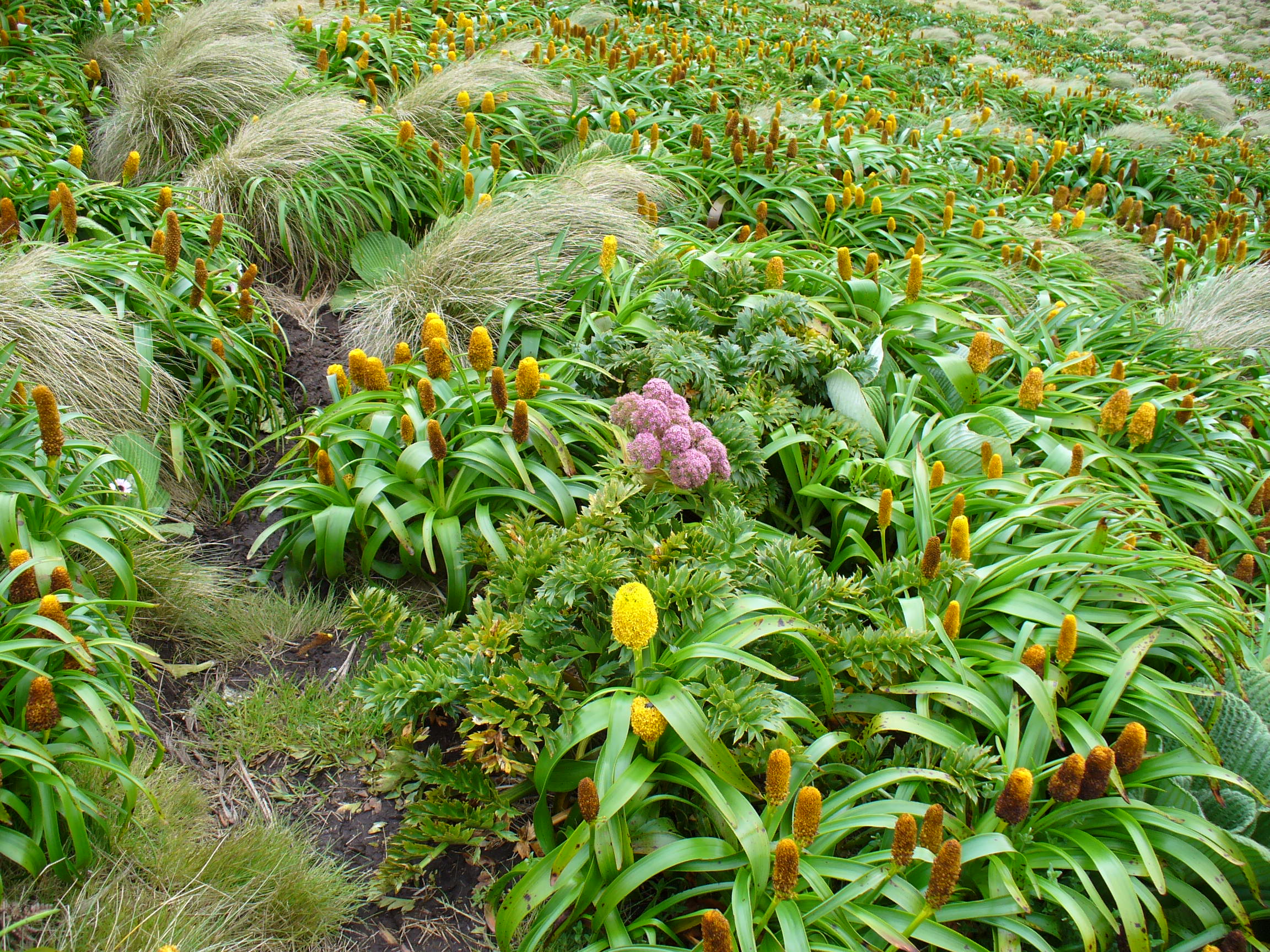
Une communauté de mégaherbes poussant sur l'île Campbell. Les fleurs jaunes sont des Bulbinella rossi ; les fleurs roses sont celles de Anisotome latifolia. Les feuilles plissées d'une espèce de Pleurophyllum ou d'un hybride sont visibles en bas à droite sur la photo.

Le terme megaherb fut d'abord utilisé par Sir James Clark Ross durant son expédition en Antarctique 1839 – 1843.  Sir Joseph Hooker, le botaniste de l'expédition, relata que les « mégaherbes produisent une floraison sans pareille en dehors des tropiques ». Bien que petites en comparaison des plantes tropicales, les mégaherbes sont remarquables du fait que leur taille est bien plus importante que celle des autres herbacées vivaces que l'on trouve dans ces îles : généralement les conditions météorologiques et pédologiques que connaissent les plantes dans ce milieu, ont un effet rabougrissant.

## Espèces de mégaherbes
La plupart des mégaherbes fleurissent en masse environ tous les trois ans ; Les années « sans » quelques plantes fleurissent mais c'est loin de l'effet créé par la floraison de masse. Un visiteur en décembre 1996 (Derek Fell) décrivit une prairie fleurie sur l'île Campbell en ces termes : « Nous n'en croyions pas nos yeux ... un formidable tapis de fleurs s'étendait aussi loin que portait notre regard ». Les plantes suivantes figurent parmi les espèces prédominantes chez les mégaherbes.

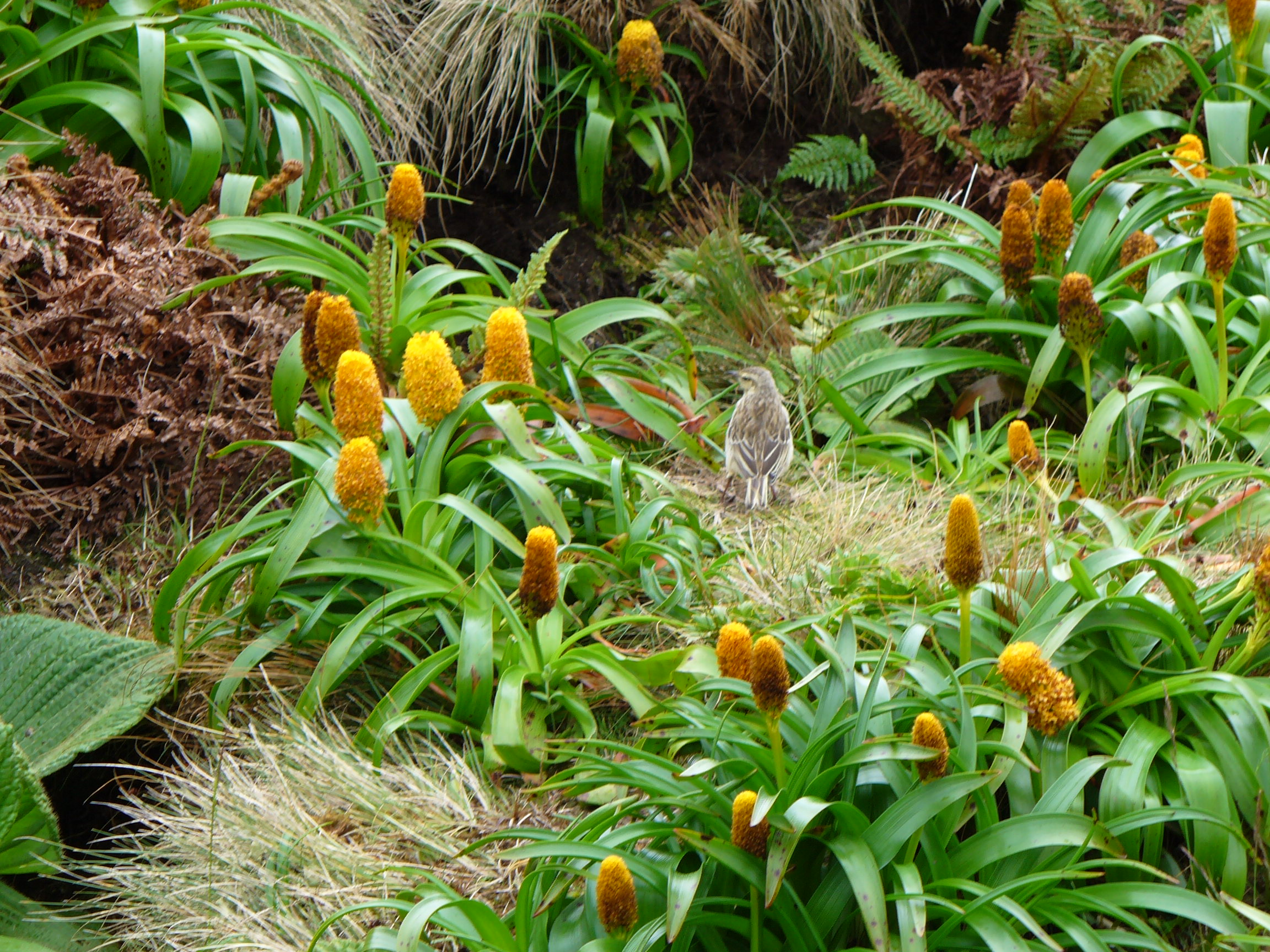
Un pipit australien dans un parterre de Bulbinella rossi.

Un composant majeur de la communauté de mégaherbe est Bulbinella rossii (Ross Lily).  Cette plante forme une touffe de feuilles succulentes et linéaires, mesurant 60 cm. Les épis floraux jaune brillant atteignent plus de 90 cm  en hauteur. L'espèce la plus proche se trouve être le Bulbinella hookeri  (Maori Lily) de la Nouvelle-Zélande métropolitaine, et Bulbinella floribunda (Yellow Cat-tail) d'Afrique du Sud.

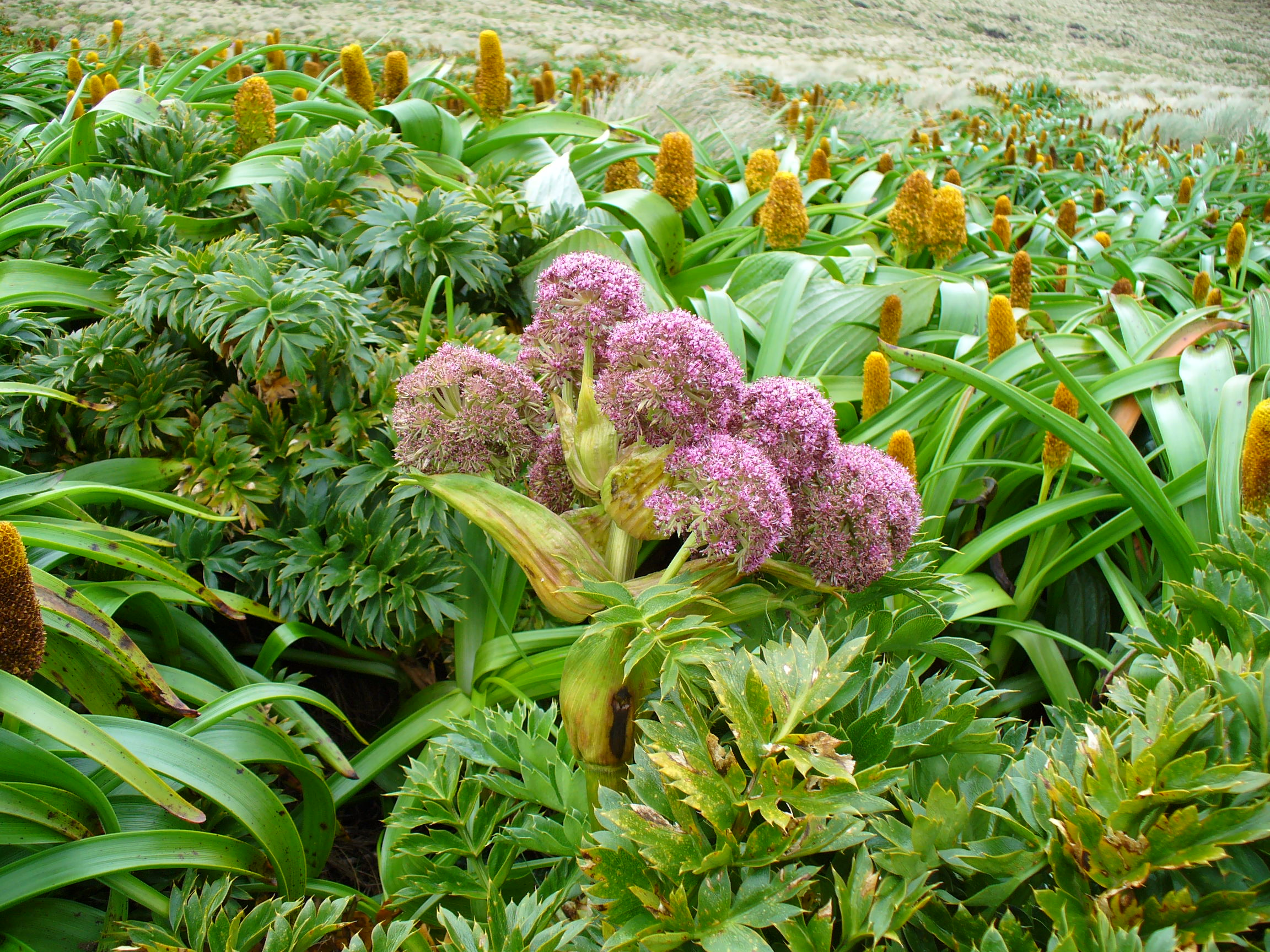
Inflorescences et feuilles dAnisotome latifolia. Cette plante est de la famille de la carotte. Au fond des Bulbinella rossi aux fleurs jaunes.

Anisotome latifolia (Campbell Island Carrot) arbore des grappes de fleurs roses qui peuvent atteindre 75 cm de diamètre, sur des tiges de 1,5 m en hauteur.

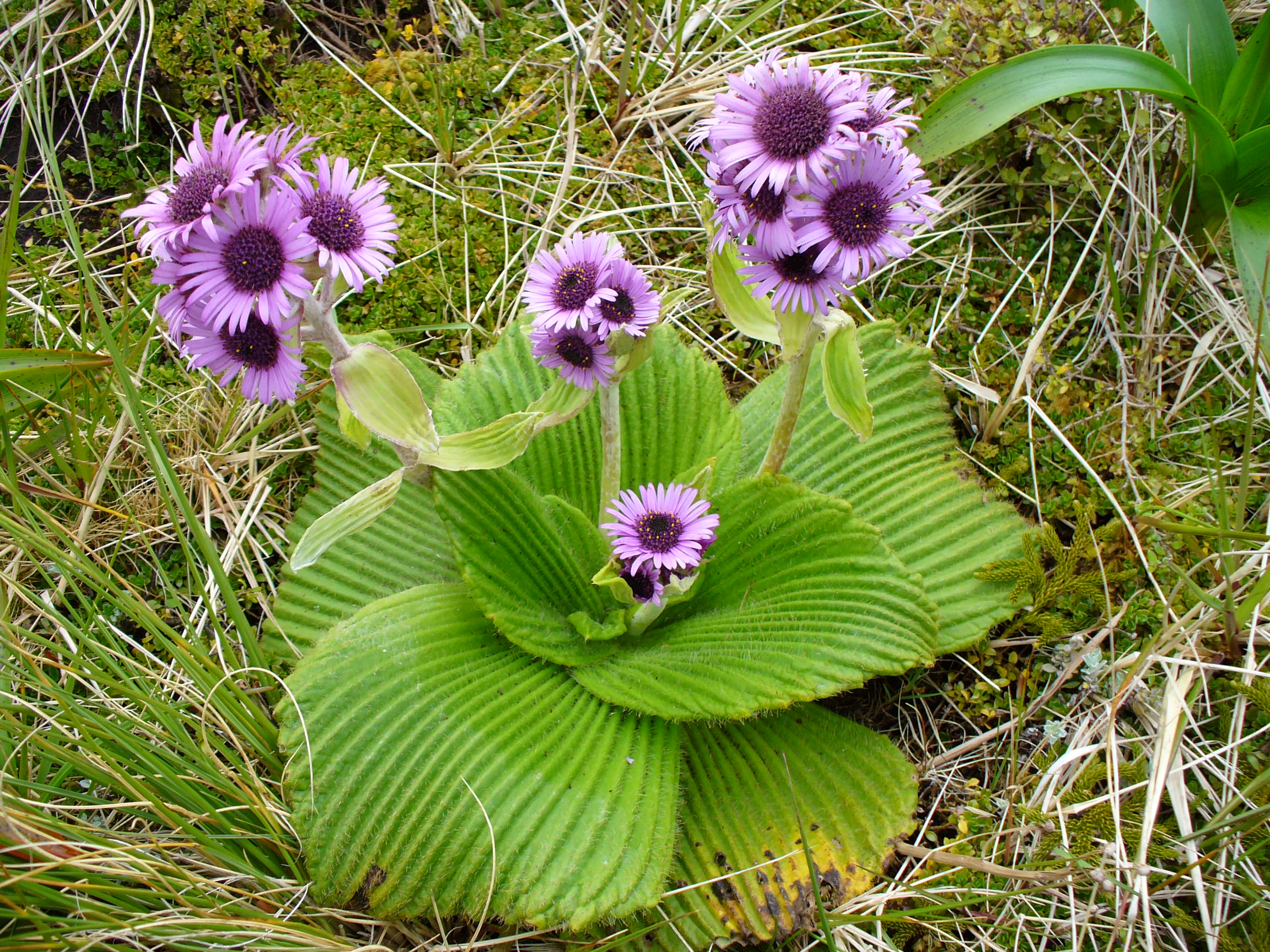
Pleurophyllum speciosum, la marguerite de l'île Campbell.

Pleurophyllum speciosum (Campbell Island Daisy) est une plante extraordinaire, qui se trouve être l'espèce la plus proche de marguerites des îles Canaries et d'Afrique du Sud (Cineraria et Pericallis). Elle forme une rosette, mesurant 1,2 m de diamètre, d'énormes et larges feuilles plissées. Elle arbore des capitules allant du violet-rose au lilas pâle avec un centre marron, soutenu par une tige florale mesurant 60 cm de haut.

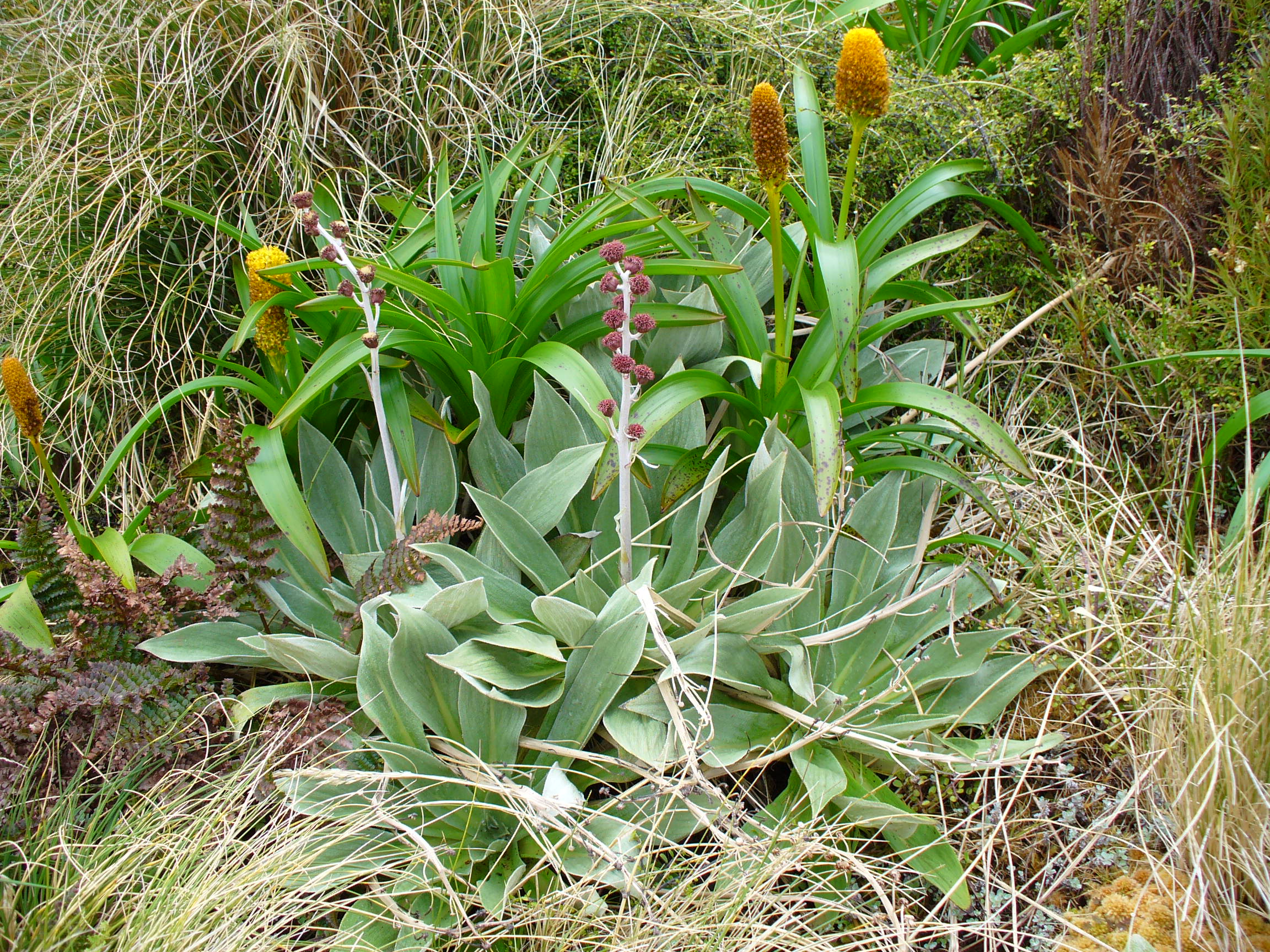
Pleurophyllum hookeri, avec dans le fond les fleurs jaunes de Bulbinella rossi.

Deux autres espèces de Pleurophyllum, Pleurophyllum hookeri et Pleurophyllum criniferum (giant button daisies) sont aussi appelées mégaherbes, atteignant 90 cm en hauteur et présentant des feuilles larges similaires. Les fleurs de P. hookeri  sont cramoisies tandis que celle de P. criniferum sont presque noires.

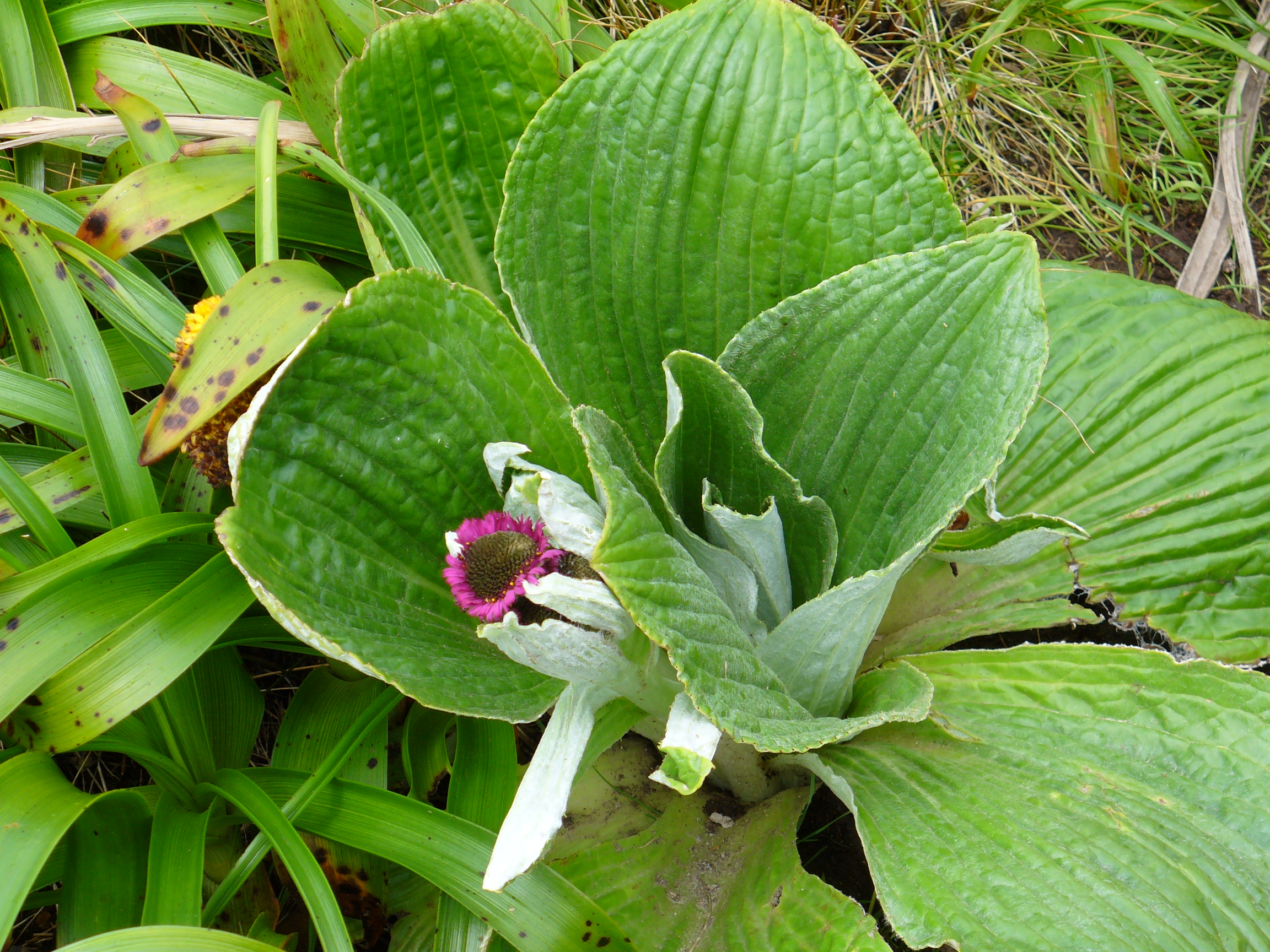
Pleurophyllum hybride entre Pleurophyllum hookeri et Pleurophyllum speciosum.

Des hybrides naturels entre ces espèces ont été observés.
Le Damnamenia vernicosa (Black-eyed Daisy) présente des fleurs blanches de 5 cm en largeur, bien que la plante ne fait que 10 cm en hauteur. 

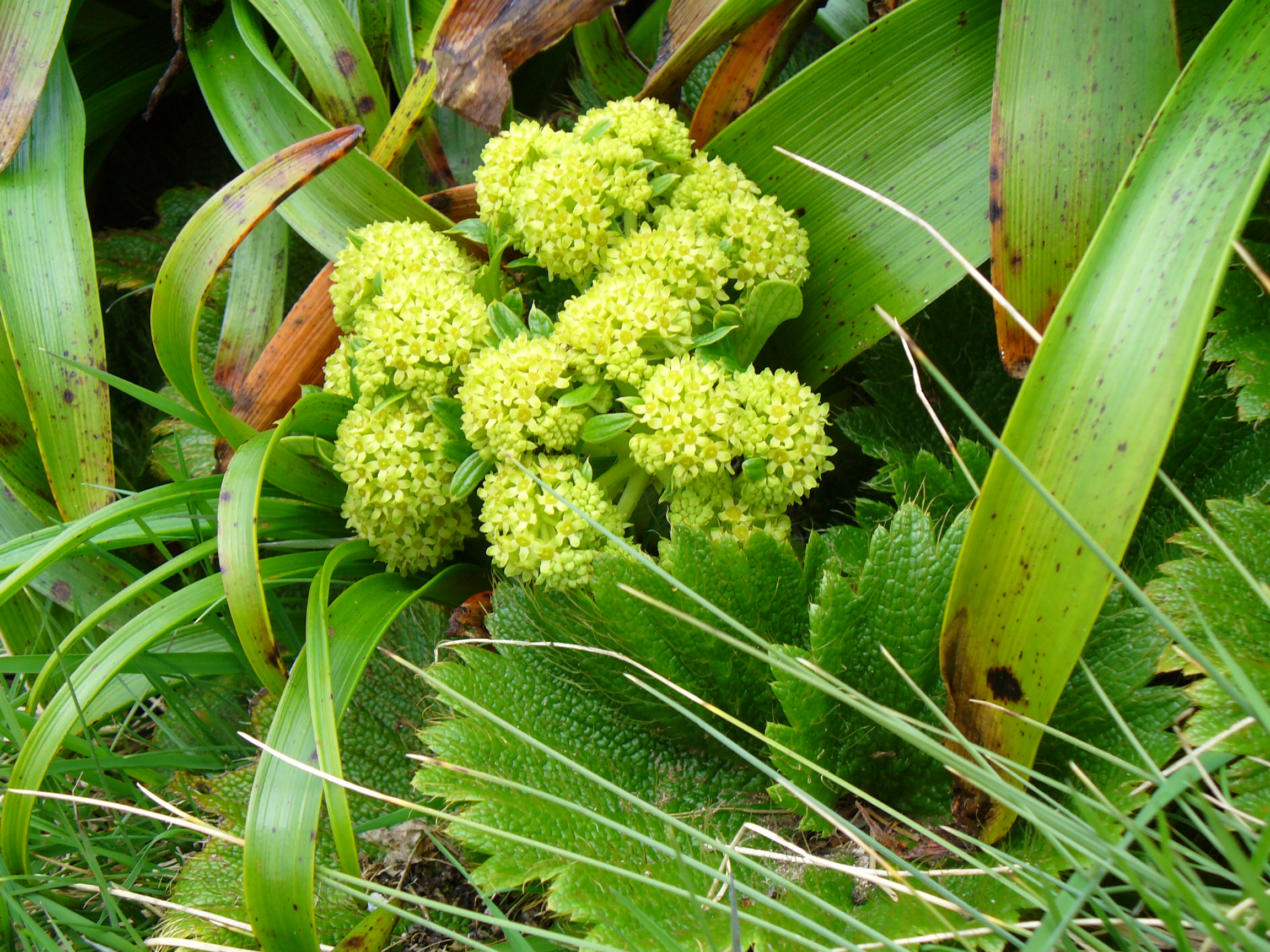
Stilbocarpa polaris, fleurs et feuilles. Les feuilles en lanière sont celles de Bulbinella rossi.

Stilbocarpa polaris (chou de l'île Macquarie) est un membre de la famille des Araliaceae. Elle pousse en touffe de 90 cm de hauteur avec des feuilles cannelées, semblables à celles de la rhubarbe et des inflorescences vert lime atteignant plus de 60 cm en largeur.

## Plantes compagnes de la communauté de mégaherbes

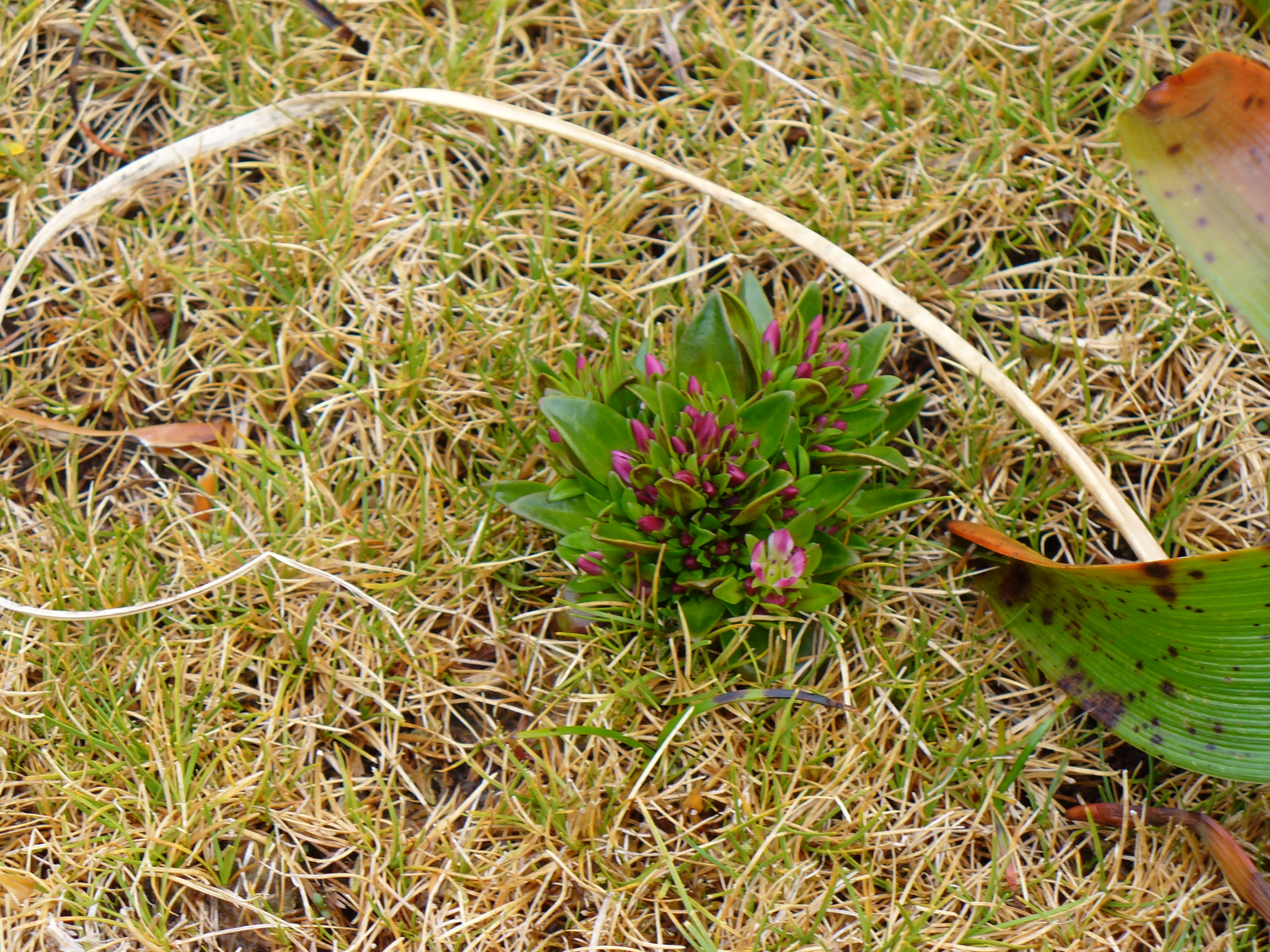
Gentianella antarctica.

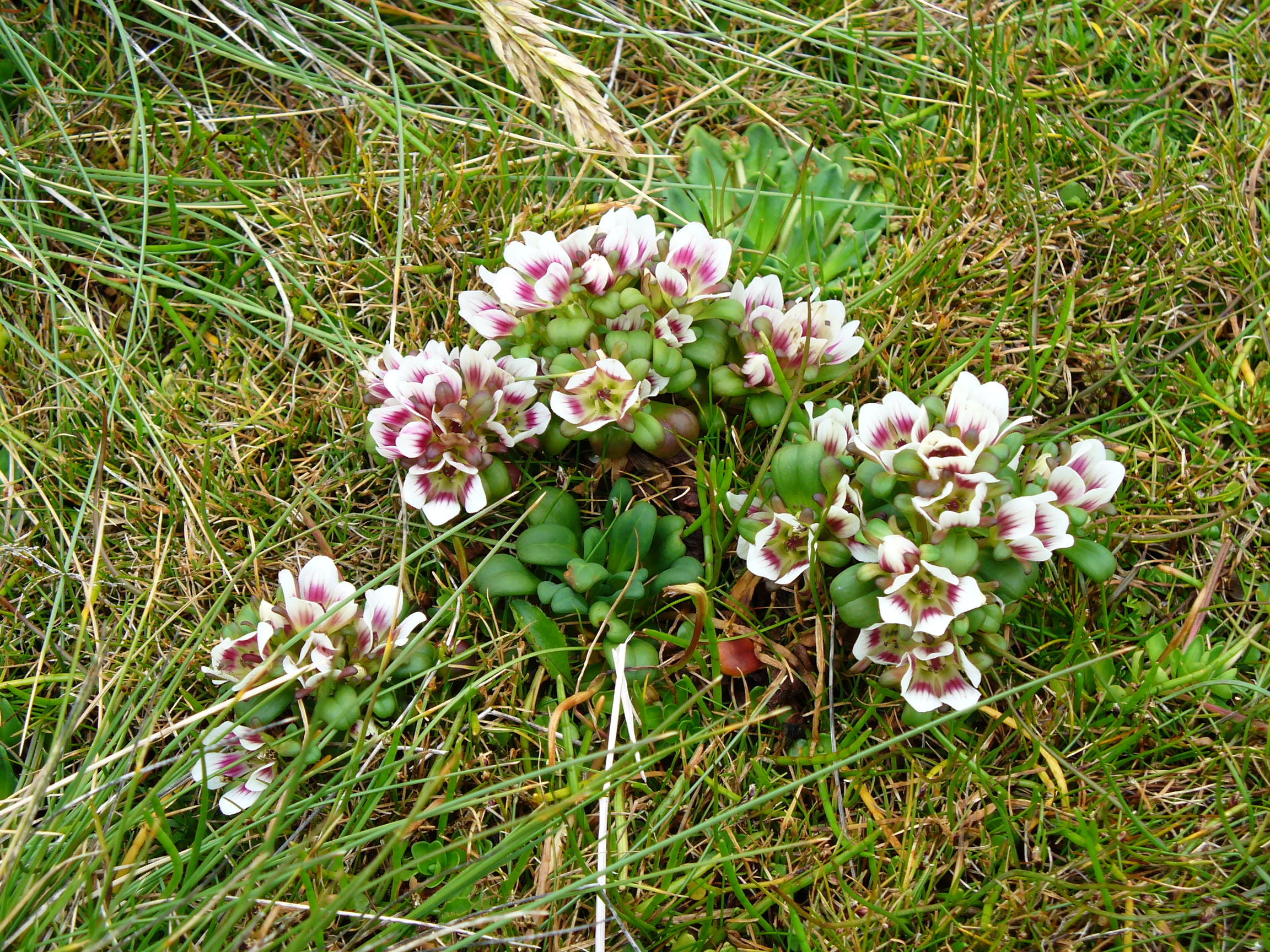
Gentianella cocinna.

Il existe d'autres plantes poussant au côté des mégaherbes, tel les hebe, des marguerites, des Cyperaceae, et trois espèces de gentianes : Gentianella cerina (giant gentian), atteignant jusqu'à 15 cm de haut avec des fleurs de 2,5 cm de diamètre, variant en couleur du blanc au rouge et au pourpre en passant par le rose pâle; Gentianella antarctica et Gentianella cocinna, ont toutes deux des fleurs rouge rosé.

## Menaces pour les mégaherbes
Les îles sub-antarctiques de Nouvelle-Zélande sont inhabitées (si l'on exclut l'équipe de recherche scientifique de la station météorologique sur l'île Campbell). Au XIXe siècle, des lapins, des cochons, des moutons, des chèvres, et des vaches ont été introduits. Ceci fut entrepris pour fournir un soutien pour tout rescapé dont le navire aurait fait naufrage dans ce secteur des quarantièmes rugissants et des cinquantièmes hurlants.
Les populations d'animaux retournés à l'état sauvage ont augmenté à tel point que leur surbroutage menaçait sérieusement les mégaherbes. Une action fut menée en 1987 par le service de conservation de la Nouvelle-Zélande pour retirer toutes les espèces introduites. Cette action s'est achevée en 1993. La rapidité et l'importance de la régénération observée en 1996, seulement trois ans plus tard, étonna les botanistes de passage.
La cueillette de mégaherbes est interdite. Des spécimens de mégaherbes, qui ont été légalement récoltés et qui se trouvent dans le jardin botanique d'Invercargill sur l'île du Sud de la Nouvelle-Zélande, semblent être chétives et rabougries comparées aux populations sauvages. Les mégaherbes ont évolué pour se développer dans un ensemble particulier de conditions climatiques et pédologiques qu'elles connurent sur les îles sub-antarctiques, et donc ne réussissent pas à prospérer dans un environnement apparemment plus favorable.